# Европейски път Е70
Е70 е път, част от европейската пътна мрежа. Той започва от град Ла Коруня, Испания и завършва на изток до град Поти, Грузия. Е70 е един от европейските пътища, преминаващи през територията на България – от Русе до Варна. Дължината на Европейски път Е70 от Ла Коруня до Трабзон е 5114 km.

## Страни и градове, през които преминава
- Испания: Ла Коруня – Овиедо – Билбао – Сан Себастиан –
- Франция: Бордо – Клермон Феран – Лион – Шамбери –
- Италия: Суза – Торино – Алесандрия – Тортона – Бреша – Верона – Венеция – Палманова – Триест –
- Словения: Постойна – Любляна –
- Хърватия: Загреб – Славонски брод – Джаково –
- Сърбия: Шид – Белград – Панчево – Вършац –
- Румъния: Тимишоара – Карансебеш – Дробета-Турну Северин – Крайова – Александрия – Букурещ – Гюргево –
- България: Русе – Разград – Шумен – Варна – (фериботната връзка Варна – Самсун е осъществена през 2010 г.)
- Турция: Самсун – Орду – Гиресун – Трабзон –
- Грузия: Батуми – Поти